# FK Jablonec v evropských fotbalových pohárech
Toto je přehled všech výsledků fotbalového klubu FK Jablonec v evropských fotbalových pohárech.

## Přehled výsledků v evropských pohárech
| Sezóna  | Soutěž                    | Kolo               | Soupeř              | Skóre (D, V)                | Branky |
| ------- | ------------------------- | ------------------ | ------------------- | --------------------------- | --- |
| 1997/98 | Pohár UEFA                | 1. předkolo        | Qarabağ FK          | 8:0 (5:0, 3:0)              | Radim Holub, Robert Neumann, Radovan Hromádko, Martin Procházka, Milan Fukal                                  |
| 1997/98 | Pohár UEFA                | 2. předkolo        | Örebro SK           | 1:1 (1:1, 0:0)              | Radovan Hromádko                                                                                              |
| 1998/99 | Pohár vítězů pohárů       | 1. kolo            | Apollon Limassol    | 3:3 (2:1, 1:2 pp, 3:4 pen.) | Milan Fukal, Martin Procházka                                                                                 |
| 2007/08 | Pohár UEFA                | 2. předkolo        | FK Austria Wien     | 4:5 (3:4, 1:1)              | Luděk Zelenka, Miroslav Baranek, Emil Rilke                                                                   |
| 2010/11 | Evropská liga             | 3. předkolo        | APOEL FC            | 1:4 (0:1, 1:3)              | Petr Pavlík                                                                                                   |
| 2011/12 | Evropská liga             | 2. předkolo        | KS Flamurtari Vlora | 7:1 (5:1, 2:0)              | David Lafata, Karel Piták, Jan Kovařík                                                                        |
| 2011/12 | Evropská liga             | 3. předkolo        | AZ Alkmaar          | 1:3 (1:1, 0:2)              | Luboš Loučka                                                                                                  |
| 2013/14 | Evropská liga             | 3. předkolo        | Strømsgodset IF     | 5:2 (2:1, 3:1)              | Karel Piták, Jan Vošahlík, Michal Hubník, Ondřej Vaněk                                                        |
| 2013/14 | Evropská liga             | 4. předkolo        | Betis Sevilla       | 1:8 (1:2, 0:6)              | Jan Kopic |
| 2015/16 | Evropská liga             | 3. předkolo        | FC København        | 3:3 (0:1, 3:2)              | Tomáš Wágner Ján Greguš Martin Pospíšil                                                                       |
| 2015/16 | Evropská liga             | 4. předkolo        | AFC Ajax            | 0:1 (0:0, 0:1)              | |
| 2018/19 | Evropská liga             | Základní skupina J | Stade Rennais FC    | 0:1, 1:2                    | Michal Trávník                                                                                                |
| 2018/19 | Evropská liga             | Základní skupina J | FK Dynamo Kyjev     | 2:2, 1:0                    | Martin Doležal David Hovorka Michal Trávník                                                                   |
| 2018/19 | Evropská liga             | Základní skupina J | FC Astana           | 1:1, 1:2                    | Jakub Považanec                                                                                               |
| 2019/20 | Evropská liga             | 2. předkolo        | Pjunik Jerevan      | 1:2 , 0:0                   | Martin Doležal                                                                                                |
| 2020/21 | Evropská liga             | 2. předkolo        | DAC Dunajská Streda | 3:5 pp                      | Jaroslav Zelený Ivan Schranz                                                                                  |
| 2021/22 | Evropská liga             | 3. předkolo        | Celtic Glasgow      | 2:7 (2:4, 0:3)              | Václav Pilař Nir Bitton vl.                                                                                   |
| 2021/22 | Evropská konferenční liga | 4. předkolo        | MŠK Žilina          | 8:1 (5:1, 3:0)              | Miloš Kratochvíl Dominik Pleštil Antonín Vaníček Tomáš Čvančara Martin Doležal Jakub Považanec Jakub Martinec |
| 2021/22 | Evropská konferenční liga | Základní skupina D | AZ Alkmaar          | 0:1, 1:1                    | Miloš Kratochvíl                                                                                              |
| 2021/22 | Evropská konferenční liga | Základní skupina D | CFR Kluž            | 1:0, 0:2                    | Václav Pilař                                                                                                  |
| 2021/22 | Evropská konferenční liga | Základní skupina D | Randers FC          | 2:2, 2:2                    | Miloš Kratochvíl, Tomáš Čvančara                                                                              |